# Anomalothir
Anomalothir is een geslacht van kreeftachtigen uit de klasse van de Malacostraca (hogere kreeftachtigen).

## Soorten
- Anomalothir frontalis (A. Milne-Edwards, 1879)
- Anomalothir furcillatus (Stimpson, 1871)
- Anomalothir hoodensis Garth, 1939